# 四季の森ホワイトワールド尾瀬岩鞍

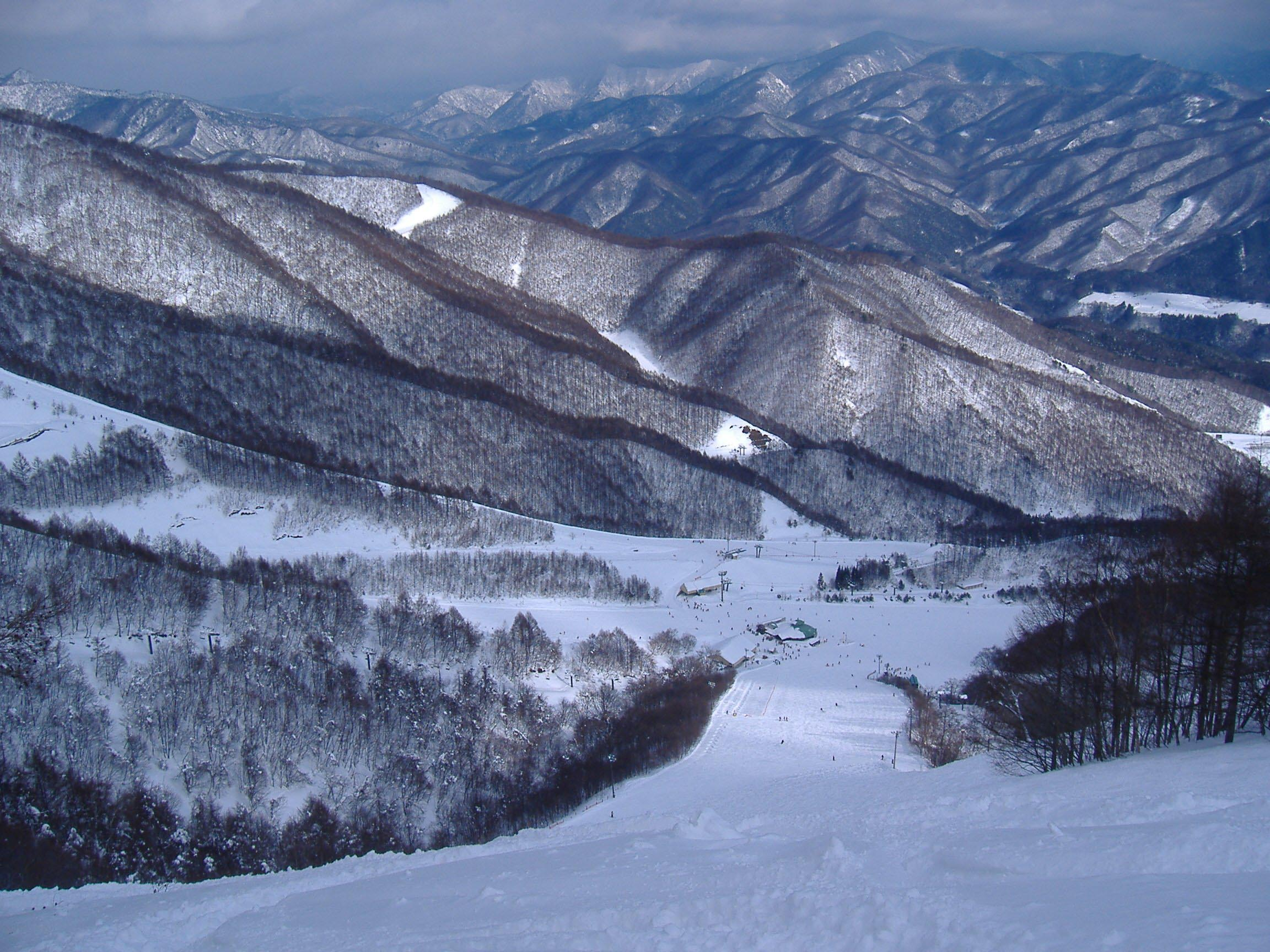
エキスパートコースから望む

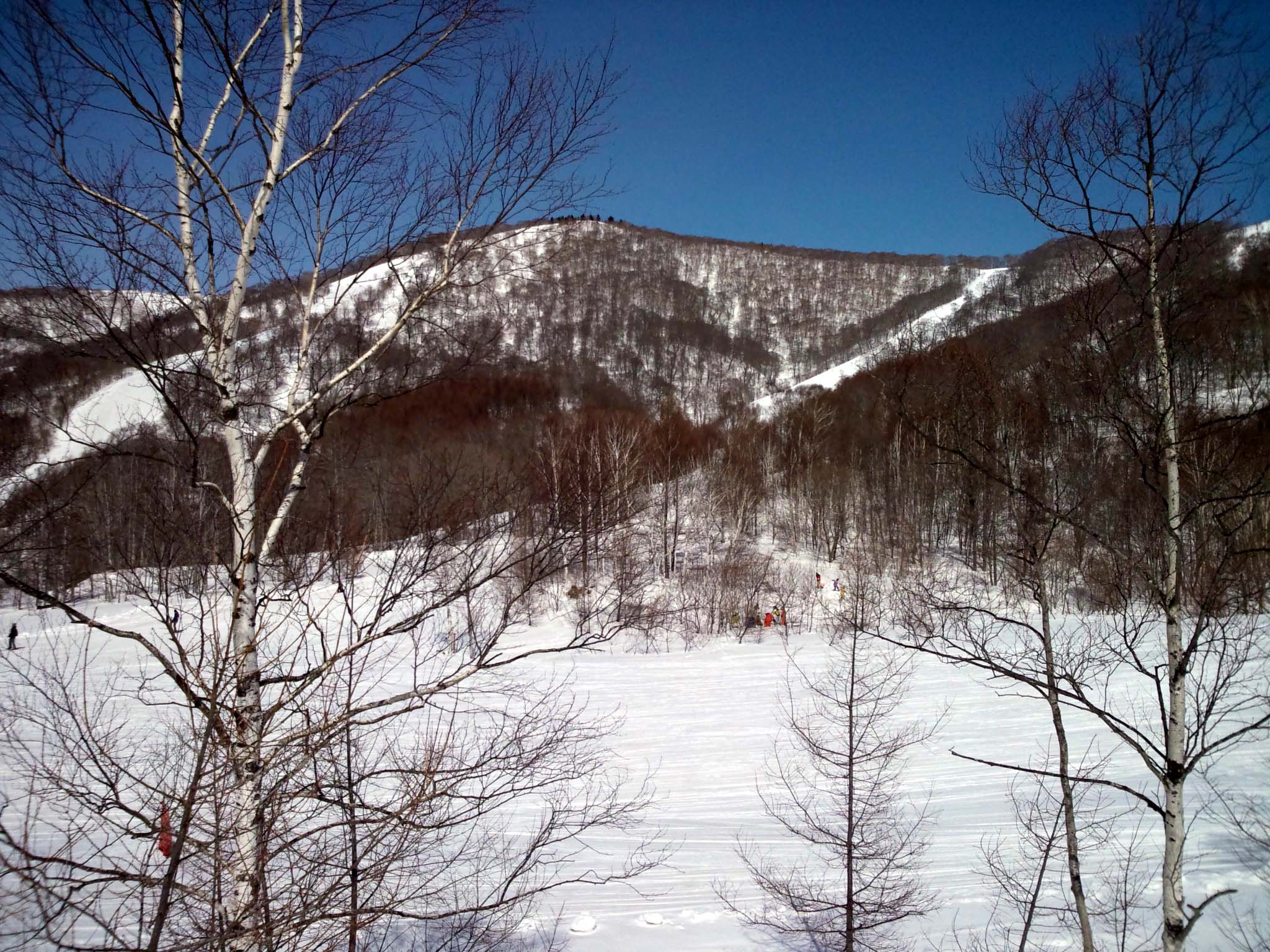
西山ゲレンデ

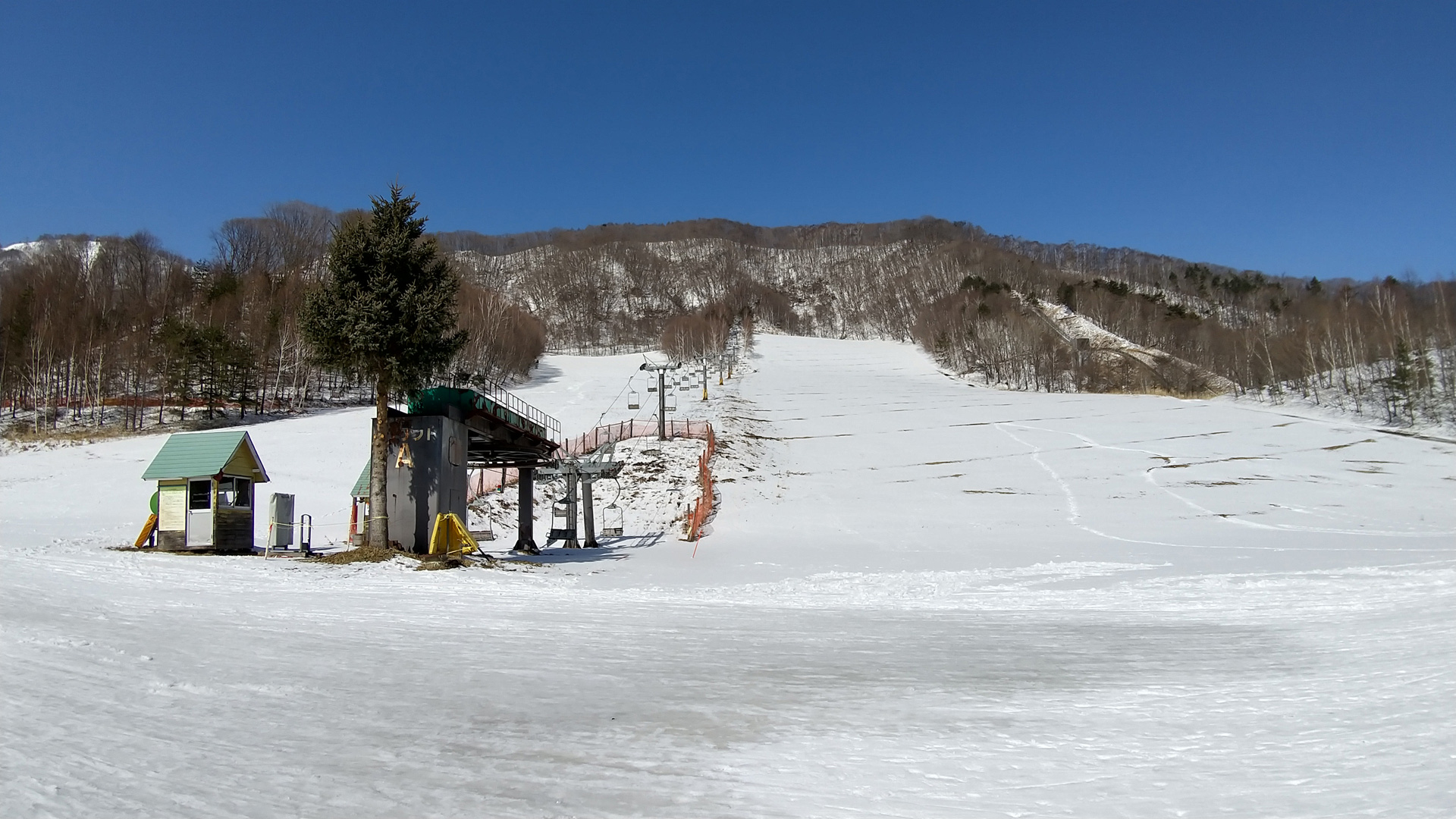
2019-2020シーズン限りで廃止となる第1ロマンスリフト(昭和49年設置・昭和59年架替)とチャレンジA・Bコース 2020年2月

四季の森ホワイトワールド尾瀬岩鞍（しきのもりホワイトワールドおぜいわくら）は、群馬県利根郡片品村にあるスキー場である。

## 概要
沼田、水上エリアのスキー場の中でも奥まった地域に位置する。武尊山の北側の尾根にある西山の東南斜面に開けている。スキー場は、このエリアの中でも標高差、コース面積共最大で、それゆえに人気も高い。過去3度の群馬国体の会場となっている。標高の高さから雪質は良く、エキスパートコースを筆頭に上級者をも唸らせる特色あるゲレンデが広がる。ベース付近は、岩鞍リゾートホテルを筆頭にいくつかの宿泊施設が立ち並び、昔ながらのスキーリゾートの雰囲気を残している。
かたしな高原スキー場が本スキー場に隣接しているがコース間の滑り込みは出来ず、共通リフト券なども無い。またスノーパーク尾瀬戸倉は、本スキー場の北側にあり、ミルキーウェイコースから見下ろせる。
スノーボードは全面滑走可能。

## ゲレンデ
コース数は18。リフトは11基。上級者向けのエキスパートコース(上部は斜度40度・非圧雪)から、国体の会場となった中級コース、2.9Kmのロングクルーズを楽しめるミルキーウェイまでコースバリエーションは多彩で、初級者から上級者まで、誰もが一日楽しめるゲレンデ構成である。
全長1900mの岩鞍ゴンドラが中心となっており、このゴンドラを使うことで697mの標高差を滑り降りることができる。上部は急斜面、下部が傾斜面となっているが初級者でもミルキーウェイを使うことで、山頂から滑ることが可能となる。ゲレンデからは正面に日光白根山、赤城山を見渡すことができる。
またメインゲレンデの裏側にも、西山ゲレンデと言われるコースがあり、こちらは北斜面にあたるため、4月以降も春スキーを楽しむことが可能であった(注:以前は5月まで営業していたが、2000年ごろからは、4月中旬～上旬までの営業になっている)。また西山ゲレンデからは雄大な武尊山を正面に見ながらの滑走が楽しめる。西山ゲレンデは携帯電話の電波が入りづらいので待ち合わせ等は注意が必要。
スノーボード解禁後、パークを設置していた時期もあったが、2018年現在は無く、積雪状況によりミルキーウェイにウェーブが設けられる程度である。

## 索道
- 岩鞍ゴンドラスーパーウェイ
- 第1ロマンスリフト(休止中)
- 第2ロマンスリフト
- 第2高速ロマンスリフト(撤去済)
- 第3クワッドリフト
- 第4ロマンスリフト
- 第7ロマンスリフト
- 第8クワッドリフト
- 西山第1ロマンスリフト
- 西山第2ロマンスリフト
- 西山第3ロマンスリフト
- 西山第4ロマンスリフト(撤去済)
- 西山第5ロマンスリフト
- ミルキーウェイロマンスリフト

## 施設
- 岩鞍ゴンドラ山麓駅/インフォメーション
- 岩鞍リゾートホテル
  - 山麓のホテル/レストラン/温泉(日帰り利用可能)
- 岩鞍ハウス
  - ゲレンデ内宿泊施設
- オクタ/ベルグ
  - 中腹レストラン/ラーメン店
- ホルン
  - 西山山麓のレストラン。平日木曜日は定休日。
- ラ・セゾン、ホワイト・スクエア、モンブラン
  - 山麓レストラン/カフェ/売店
- その他地元経営のロッジ・食堂等がいくつかある。

## 沿革
- 1974年（昭和49年） - 地元の材木業者星野林業とサンユー産業（東京）の出資により設立された尾瀬開発株式会社により開業[2]。当初は地元集落の共有林野を使用した、第1ロマンスリフトのみ[注 1][3][4]の小規模スキー場だったが、のちに国有林を使用して大きく拡張されることになる。
- 1977年（昭和52年） - このころのリフト設備はペアリフト2, シングルリフト2、ロープトロイカ1(ロープでそりを引き上げる)[5]。
- 1985年（昭和60年） - 岩鞍リゾートホテルがオープン[6]。このころリフト12基の規模になっている(うち10基は財団法人片品村総合開発協会により設置)[7]。
- 1988年（昭和63年） - 西山ゲレンデがオープン。
- 1989年（平成元年） - 1989-1990シーズンよりゴンドラリフトを設置。
- 2003年（平成15年） - 2002-2003シーズンから限定的にスノーボードの受け入れを開始し(客の少なくなる時期、3月3日以降をスノーボード滑走可能とした)、翌2003-2004シーズンからはスノーボード全面解禁となった。
- 2011年（平成23年） - 2011-2012シーズンは福島第一原子力発電所事故に伴う電力事情に配慮し西山ゲレンデをクローズ。
- 2015年（平成27年） 
  - 第1回尾瀬岩鞍バーティカルキロメーター開催（2021年現在も毎年開催中[8]）。
  - 2016シーズンから西山ゲレンデが復活したが、1番奥の西山第4ロマンスリフトとそれに沿うみずならコース、とちの木コースは閉鎖されたままでゲレンデマップからも消滅している。
- 2016年（平成28年） - 2016-2017シーズンは西山みずならコースを雪上車でリフトアップして滑る「プレミアムファーストトラック 西山パウダーライドツアー」を特定日に限り開催(別途料金が必要・状況により圧雪の場合あり)。
- 2017年（平成29年） - 2017-2018シーズンから、リフト運行開始時刻が8:15に変更（これまで8:00だった）。SKIDATA社のICカード式リフトゲートシステムを導入。一部のリフト券先行販売サイトなどでは、群馬県内でSKIDATAのシステムを導入している丸沼高原スキー場・川場スキー場・水上宝台樹スキー場との共通10時間券/20時間券を販売するようになった。2005年から、夏季に「尾瀬岩鞍ゆり園」営業を行っていたが、ゆり園営業は2017年を最後に終了した。
- 2018年（平成30年） - 2018-2019シーズンから、西山みずならコース・とちの木コースが復活した。ただし西山第4ロマンスリフトは再開されなかったので西山第2・第3ロマンスリフトを利用する必要がある[注 2]。
- 2019年（平成31年/令和元年） - 7月、2019-2020シーズンをもって第1ロマンスリフト・チャレンジAコース・チャレンジBコースの営業を終了することが発表された[10]。

## 交通
- 関越自動車道沼田ICより国道120号、国道401号を経由して約37km、約60分。途中の国道120号椎坂峠は凍結していることが多く難所となっていたが、2013年11月にトンネルが開通し、峠を通る必要がなくなりアクセスが向上した。
- 駐車場
  - 平日無料、土日休日は普通車1,000円(1台に4人以上乗車している場合は無料となる)
  - 第1駐車場(200台・主に宿泊者用。日帰り客は朝は第2駐車場に誘導される場合が多い)
  - 第2駐車場(900台・主に日帰り客用。ゴンドラ駅/インフォメーションまでは300mほどの距離があり若干登り勾配。ゲレンデ入り口までのシャトルバスがある。帰りは滑り込むことも可能)